# Oja Kodar
Oja Kodar (/ˈɔɪ.ə ˈkoʊdɑr/ oy-Ə-_-KOH-dar, născută ca Olga Palinkaš, n. 1941, Zagreb, Regatul Iugoslaviei) este o actriță croată, scenaristă și regizoare de film. Este cel mai bine cunoscută ca partenera lui Orson Welles în ultimii ani de viață ai regizorului american.

## Biografie

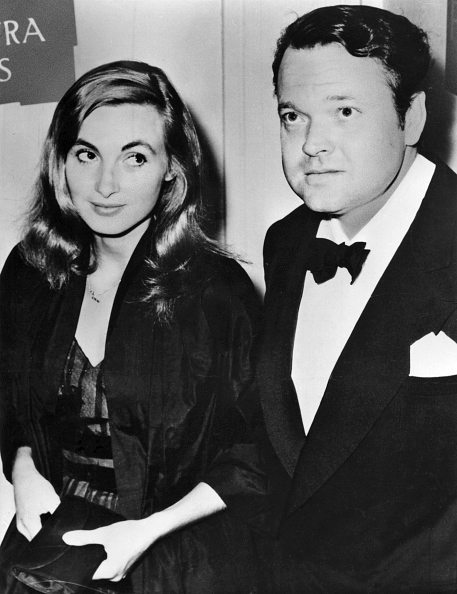
Paola Mori și Orson Welles (mai 1955)

Născută Olga Palinkaš la Zagreb cu tată maghiar și mamă croată, Kodar a fost partenera și iubita lui Orson Welles în ultimii ani ai vieții sale. Ei s-au întâlnit la Zagreb în 1961, când Welles a venit în oraș pentru a filma Procesul (The Trial). Welles avea patruzeci și șase de ani în acel moment și era căsătorit cu cea de-a treia soție a sa, Paola Mori. Welles a plăcut-o pe Palinkaš, în vârstă de douăzeci de ani, pe care a descris-o ca fiind „întunecată, frumoasă și exotică”. În scurt timp, a apărut o relație între cei doi, iar Welles i-a dat numele de scenă Oja Kodar, care este un amestec între numele „Oja” cu care o striga sora ei Nina și expresia croată „ko-dar” (ca un cadou).
Presa italiană a început să publice știri privind aventura amoroasă a lui Welles cu Kodar în martie 1970, deși Mori nu a știut aparent de această relație decât în anul 1984.
În ultimii săi ani de viață, Welles și-a împărțit timpul între casa sa din Las Vegas pe care o împărțea cu Mori și casa de la Hollywood pe care o împărțea cu Kodar. Mori a murit la 10 luni după soțul ei, iar proprietățile lui au fost moștenite de Kodar și de Beatrice Welles, fiica lui Mori și a lui Welles, la 7 noiembrie 1986.

## Carieră cinematografică
La începutul carierei sale, Kodar a jucat un rol minor în comedia francezo-italiană Tendre voyou (Un avventuriero a Tahiti) cu Jean-Paul Belmondo în rolul principal.
Cea mai mare parte a carierei cinematografice a lui Kodar s-a învârtit în jurul proiectelor lui Welles, dintre care multe nu au fost niciodată finalizate.
În 1966, la cinci ani după ce s-au cunoscut, cuplul s-a întors pe coasta iugoslavă unde Welles a început să realizeze filmul The Deep bazat pe romanul lui Charles Williams, Dead Calm, cu Kodar jucând unul dintre rolurile principale. Welles și-a imaginat filmul ca pe un proiect comercial, conceput pentru a aduce încasări mari la box-office; totuși, producția a întâmpinat dificultăți financiare și tehnice și nu a fost niciodată finalizată. Zeci de ani mai târziu, Kodar a dat vina pe refuzul din gelozie al co-vedetei Jeanne Moreau de a dubla replicile ei, în timp ce editorul Mauro Bonanni a pretins că Welles a abandonat The Deep când și-a dat seama că începătoarea Oja Kodar nu era potrivită pentru rolul principal al acestui film.
Welles a început să filmeze la The Other Side of the Wind în 1970. Kodar afirmă că a scris scenariul împreună cu Welles, deși acesta este datat de la începutul anilor 1960 ca un proiect al lui Welles conceput inițial cu Keith Baxter și Anthony Perkins în rolurile principale. Cu un scenariu care are loc la petrecerea aniversării a 70 de ani a unui bătrân regizor de film, The Other Side of the Wind a fost gândit ca un portret cinic al Hollywood-ului din anii 1970- parodiind sfârșitul studiourilor majore, precum și pe noii producători de film din New Hollywood, dar și diferiți regizori din Europa. Filmările, care includ o scenă în care Kodar face sex cu Bob Random într-un break, au durat ani de zile și nu au fost finalizate până în 2018 (aproape 50 de ani mai târziu).
Kodar (nemenționată) a co-scris și a apărut în rolul ei în semi-documentarul lui Welles, F for Fake (Vérités et mensonges, 1973), care a avut inițial recenzii negative, dar în anii care au urmat a fost reconsiderat în special datorită tehnicii sale inovatoare de editare.
În 1980, Kodar a colaborat la scenariul filmului lui Welles The Dreamers bazat pe un roman al lui Karen Blixen. Probele de filmare cu Kodar în rolul principal au fost filmate în 1982, dar Welles nu a obținut niciodată sprijin pentru realizarea acestui film. Muzeul de Film din München a editat scenele filmate alb-negru și color într-un film de scurtmetraj.
La trei luni după ce Welles a murit în octombrie 1985, Kodar și-a vândut drepturile de autor ale cărții Dead Calm cu suma de 180.000 de dolari americani producătorului australian George Miller care a realizat un film cu același nume în 1989; totuși, înțelegerea a devenit aproape neplăcută atunci când producătorii au informat-o pe Kodar că va fi trasă la răspundere pentru daunele provocate. George Miller a încercat anterior să cumpere drepturile de la Welles în anii 1970, dar nu a reușit niciodată.
Kodar a debutat ca regizor de lungmetraj cu lansarea filmului Jaded (1989). Filmul a fost produs de Kodar și Gary Graver (unul dintre cameramanii filmului F for Fake), care a servit  și ca director de imagine al filmului. În film au interpretat actorii Randall Brady, Elizabeth Brooks, Scott Kaske, Jillian Kesner, Kelli Maroney și Kodar. Unele porțiuni ale filmului au fost realizate în mansarda unui artist din centrul Los Angeles-ului.
Kodar a supervizat montajul lui Jess Franco cu secvențele needitate ale lui Welles din filmul neterminat Don Quixote , acesta a fost lansat în 1992, în general, cu recenzii negative.
Al doilea film al său ca regizoare a fost drama de război Vrijeme za... (1993), cu un scenariu plasat în timpul Războiului de Independență al Croației din 1991-1995. Filmul a fost o co-producție Jadran Film (casă de filme croată de stat) și Rai Tre (post de televiziune de stat italian), împreună cu casa de producție italiană Ellepi Films.
Mai târziu a co-regizat și co-scris documentarul german-francez Orson Welles: The One-Man Band (1995). Pentru acest film, ea a supravegheat o compilație de secvențe neutilizate filmate de Welles în ultimii 20 de ani ai carierei sale. Kodar este intervievată în Los Angeles și în Orvilliers, Franța, unde cei doi au împărțit o casă. Acest documentar este inclus pe lansarea DVD-ului The Criterion Collection  a filmului F For Fake. Documentarul detaliază despre cele trei filme neterminate la care Kodar și Welles au lucrat împreună. The Other Side of the Wind a fost finalizat după mai mult de 40 de ani de dezvoltare și a fost în cele din urmă lansat în 2008. Celelalte filme nu au fost niciodată completate din motivele explicate în documentar.
În aprilie 2015, cartea lui Josh Karp, Orson Welles's Last Movie: The Making of The Other Side of the Wind (Ultimul film al lui Orson Welles: Producția filmului The Other Side of the Wind) a redat un portret nefavorabil al lui Kodar, cu numeroase persoane (investitori, avocați, directori și alții) care au fost implicate în filmul neterminat (în cele din urmă finalizat și lansat în 2018) începând cu anul 1999, toate au dezvăluit o variantă asemănătoare în care Kodar a încercat să întârzie cât mai mult finalizarea filmului prin: renunțarea la acorduri; asmuțirea investitorilor unul împotriva celuilalt; cumpărarea în secret a unor tranzacții mai bune și schimbări bruște de plan în momentele critice. Acțiunile lui Kodar au determinat un avocat al familiei Boushehri, co-proprietar al filmului, să scrie într-un memoriu din 2007: „Noi am așteptat mulți ani pentru ca ea să fie de acord cu o afacere... Sentimentul meu personal este că ea este incapabilă să încheie o înțelegere cu oricine... Clientul nostru nu a fost niciodată problema, Kodar a fost.”
Regizorii Peter Bogdanovich și Henry Jaglom și scriitorul Joseph McBride – cu toții apărând pe genericul filmului The Other Side of the Wind – au confirmat faptul că Oja Kodar a avut în diverse momente deraieri în încercarea de a finaliza filmul.
Un plan de a finaliza The Other Side of the Wind al producătorilor Filip Jan Rymsza și Frank Marshall a fost aprobat de Kodar în octombrie 2014, dar mai târziu s-a destrămat deoarece Kodar și producătorii au renegociat condițiile acordului.  Ea a semnat în cele din urmă un acord cu Rymsza, Marshall și Netflix pentru a termina filmul în 2017. O lună mai târziu, negativul filmului The Other Side of the Wind a fost transportat cu avionul din Franța la Los Angeles pentru a fi editat și pentru a fi distribuit în 2018.
Kodar a văzut o versiune brută a filmului la începutul anului 2018 și a sugerat schimbări, în special la secvențele de interior, conform editorului Bob Murawski.
Ea și-a exprimat ambivalența cu privire la finalizarea acestui film într-un interviu din iulie 2018. De ceva timp am crezut că ar fi bine să facem un documentar despre toate problemele care au apărut la The Other Side of the Wind, dar acum [...] poate că este mai bine ca filmul este deja gata.
Kodar nu a putut participa la premiera de la Festivalul de film din Veneția din cauza problemelor legate de sănătate și de familie. A fost citită o scrisoare pe care a trimis-o lui Rymsza și în care a spus printre altele: Din tot ce am auzit până acum, voi, Frank (Marshall) și Peter (Bogdanovich) ați făcut o treabă bună și vă mulțumesc tuturor.

## Filmografie
Ca actriță
- Tendre voyou (1966)
- Neguțătorul din Veneția (1969)
- The Deep (1970) - Rae Ingram
- Vérités et mensonges (1973) - Fata
- Tajna Nikole Tesle (1980) - Catherine Johnson
- Cineva pe care să-l iubești (1987) - Elena
- Jaded (1989) - Rossanda
- Don Quijote de Orson Welles (1992)
- The Other Side of the Wind (2018)

Ca regizoare
- Jaded (1989)
- Vrijeme za... (1993)
- Orson Welles: The One-Man Band (1995)

## În cultura populară
Personajul Oja Kodar (interpretat de Ivana Popović) apare în filmul Doktor Rej i djavoli din 2012.